# Nhà thờ lớn Berlin
Nhà thờ chính tòa Berlin hoặc Nhà thờ lớn Berlin (tiếng Đức: Berliner Dom, tên đầy đủ: Oberpfarr- und Domkirche zu Berlin) là một nhà thờ thuộc Giáo hội Tin Lành tại Đức và nằm ở phía đông Đảo bảo tàng, Berlin. Đây là một trong những nhà thờ Tin Lành lớn nhất ở Đức và là nhà thờ lớn nhất trong thành phố Berlin.
Nguyên thủy nhà thờ đầu tiên được khánh thành năm 1454, như là Nhà thờ Thánh Erasmus của Giáo hội Công giáo, trải qua nhiều lần sửa đổi và xây mới theo nhiều phong cách kiến trúc khác nhau (xem hộp thông tin), nhà thờ chuyển sang thuộc giáo hội Tin Lành từ năm 1539 khi Bá tước lãnh đạo Brandenburg là Joachim II Hector thuộc Nhà Hohenzollern cải đạo sang Tin Lành.
Nhà thờ hiện nay được xây dựng trong những năm 1894-1905 theo kế hoạch do Julius Raschdorff dựa theo phong cách Phục hưng cao Ý và nhà thờ Baroque và là một trong những nhà thờ Tin Lành quan trọng nhất ở Đức. Các tòa nhà được đưa vào danh sách bảo tồn bao gồm một trung tâm nguyện cầu dưới mái vòm và nhà rửa tội và nhà nguyện hôn lễ. Lối vào chính nằm ở phía tây của tòa nhà tại Lustgarten trong Đảo Bảo tàng. Trong hầm mộ của nhà thờ có nhiều thành viên Nhà Hohenzollern an nghỉ. Cấu trúc mái vòm được đề cử cho giải thưởng công trình dân dụng có tính cách bước ngoặt ở Đức (Historisches Wahrzeichen der Ingenieurbaukunst in Deutschland, Mốc lịch sử của kỹ thuật xây dựng ở Đức) năm 2007.
Chiều cao tổng cộng là 116 mét trên diện tích khoảng 73 mét x 93 mét (ban đầu 73 mét x 114 mét trước khi phá hủy). Mái vòm chính có đỉnh cao 74,8 mét và có đường kính 33 mét. Nhà thờ có khoảng 1650 chỗ ngồi.
Nhà thờ Berlin chưa bao giờ được là một nhà thờ chính tòa trong ý nghĩa thực sự của từ ngữ này vì nhà thờ chưa bao giờ là trụ sở của một giám mục. Các giám mục của Giáo hội Tin Lành tại Berlin-Brandenburg có trụ sở tại nhà thờ St Mary và Nhà thờ tưởng niệm Hoàng đế Wilhelm ở Berlin.
Trong Berliner Dom ngoài những nghi thức thờ phụng thường xuyên, cũng có tổ chức những buổi cầu nguyện quốc gia hoặc các sự kiện chính trị quan trọng của nước Cộng hòa Liên bang Đức.

## Hình ảnh

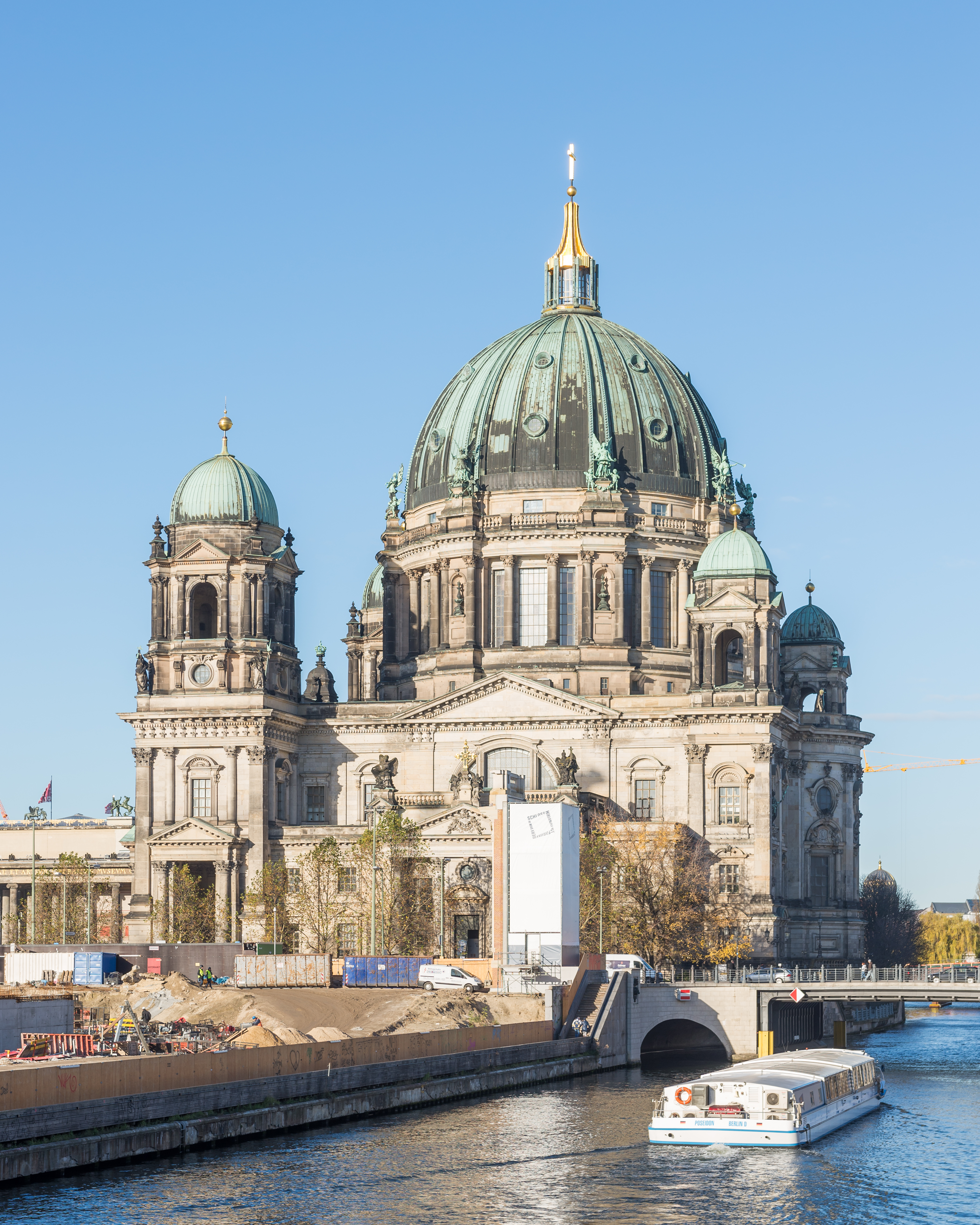
Mặt sau, bên dòng sông Spree
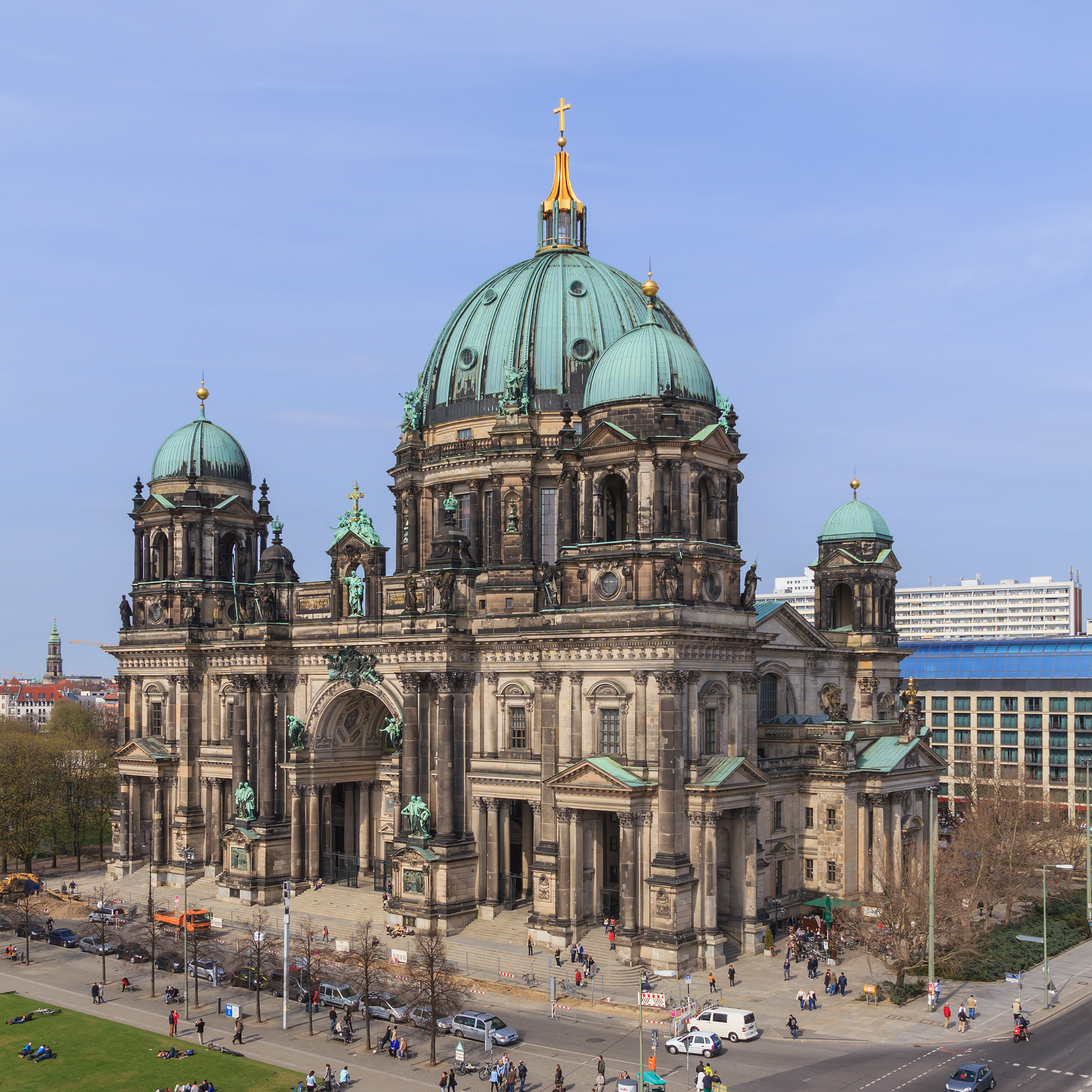
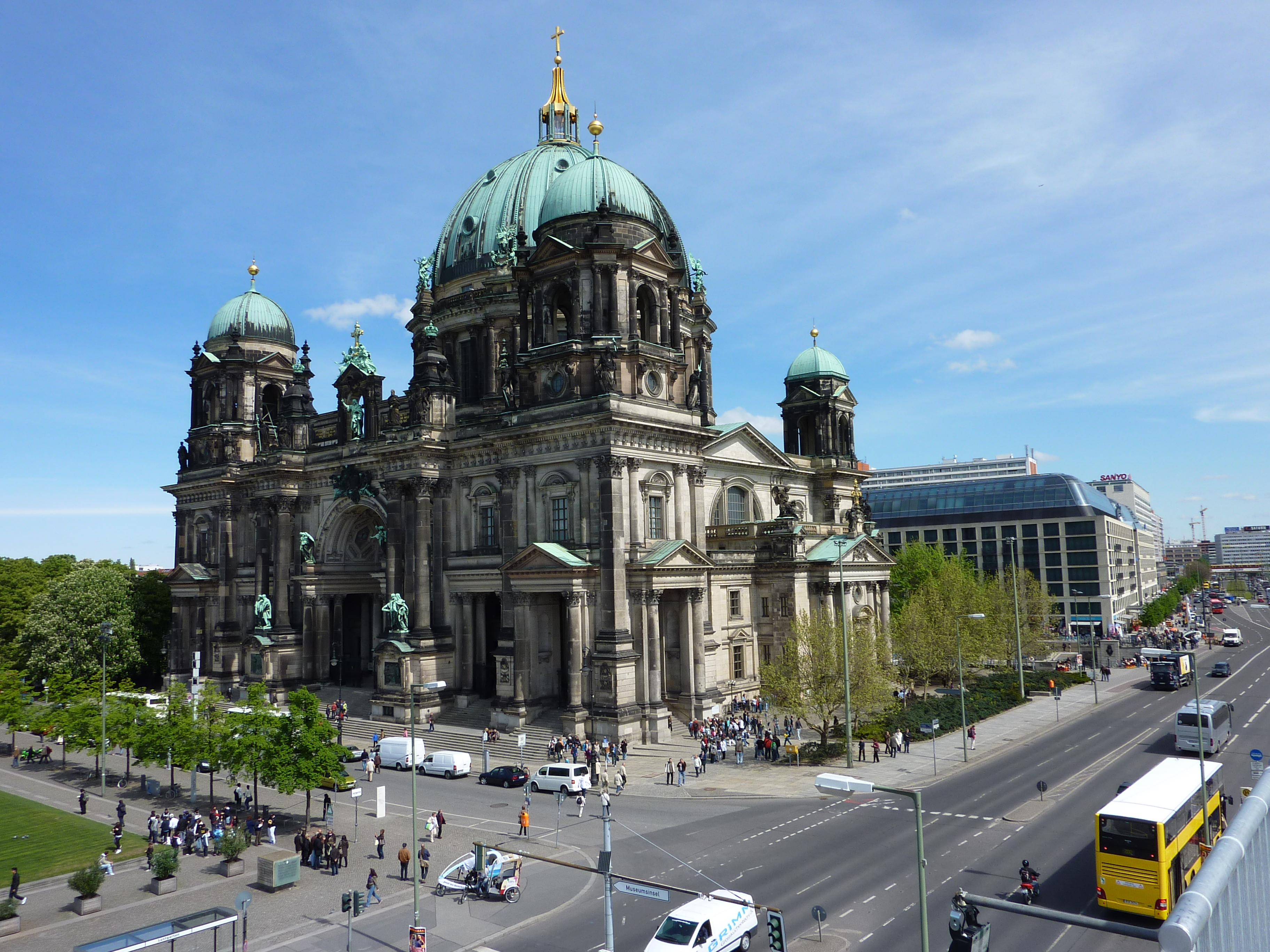
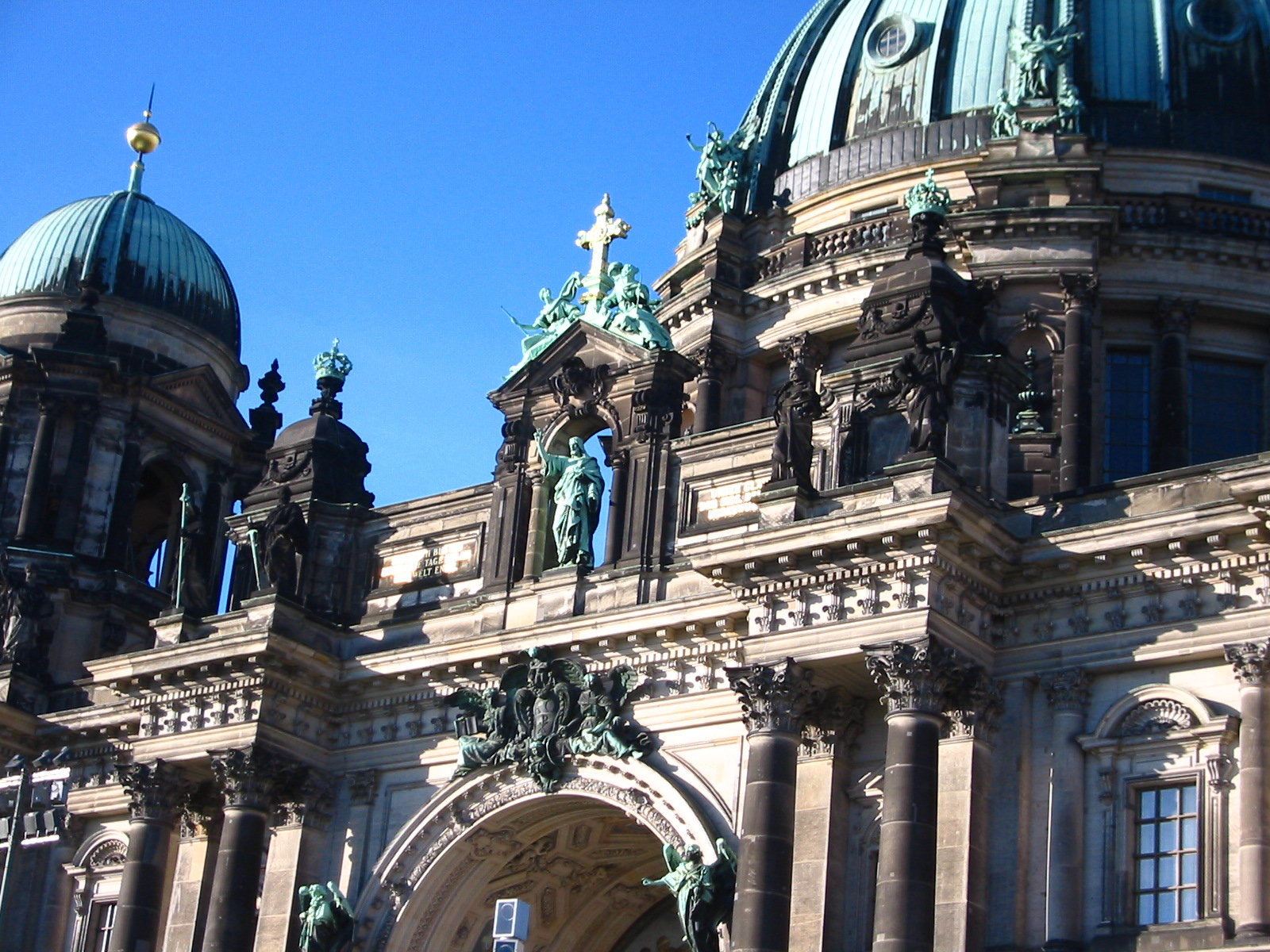
Cận cảnh mái
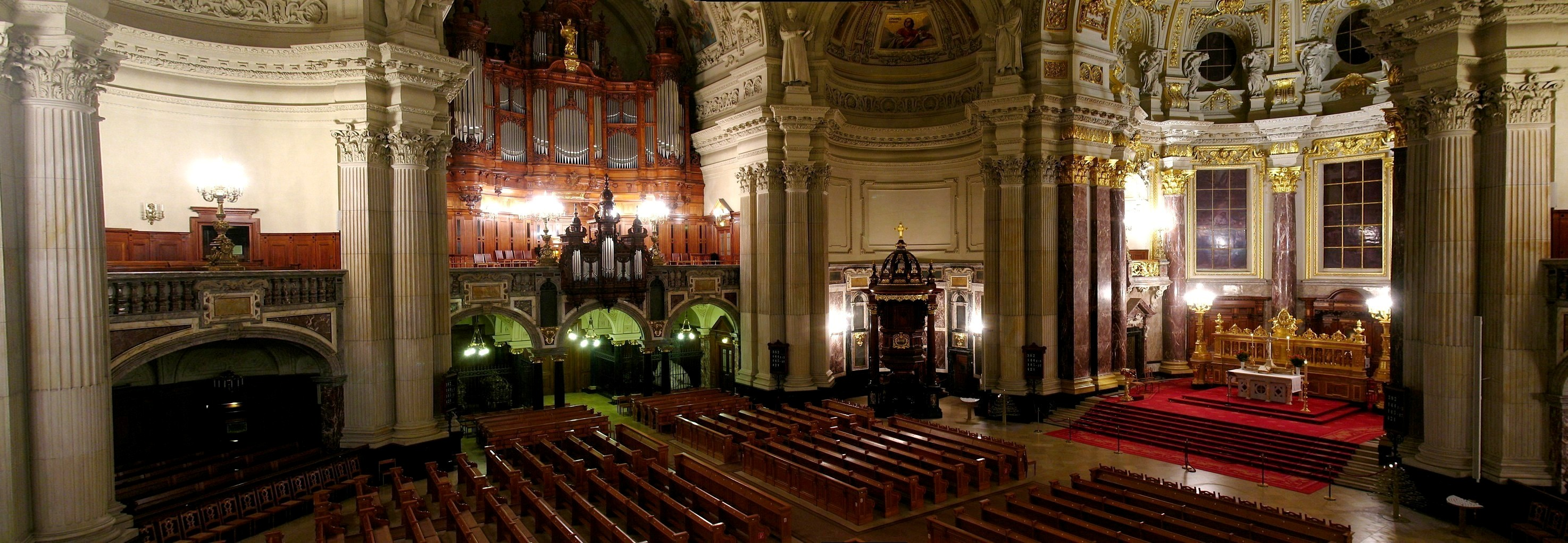
sảnh đường chính
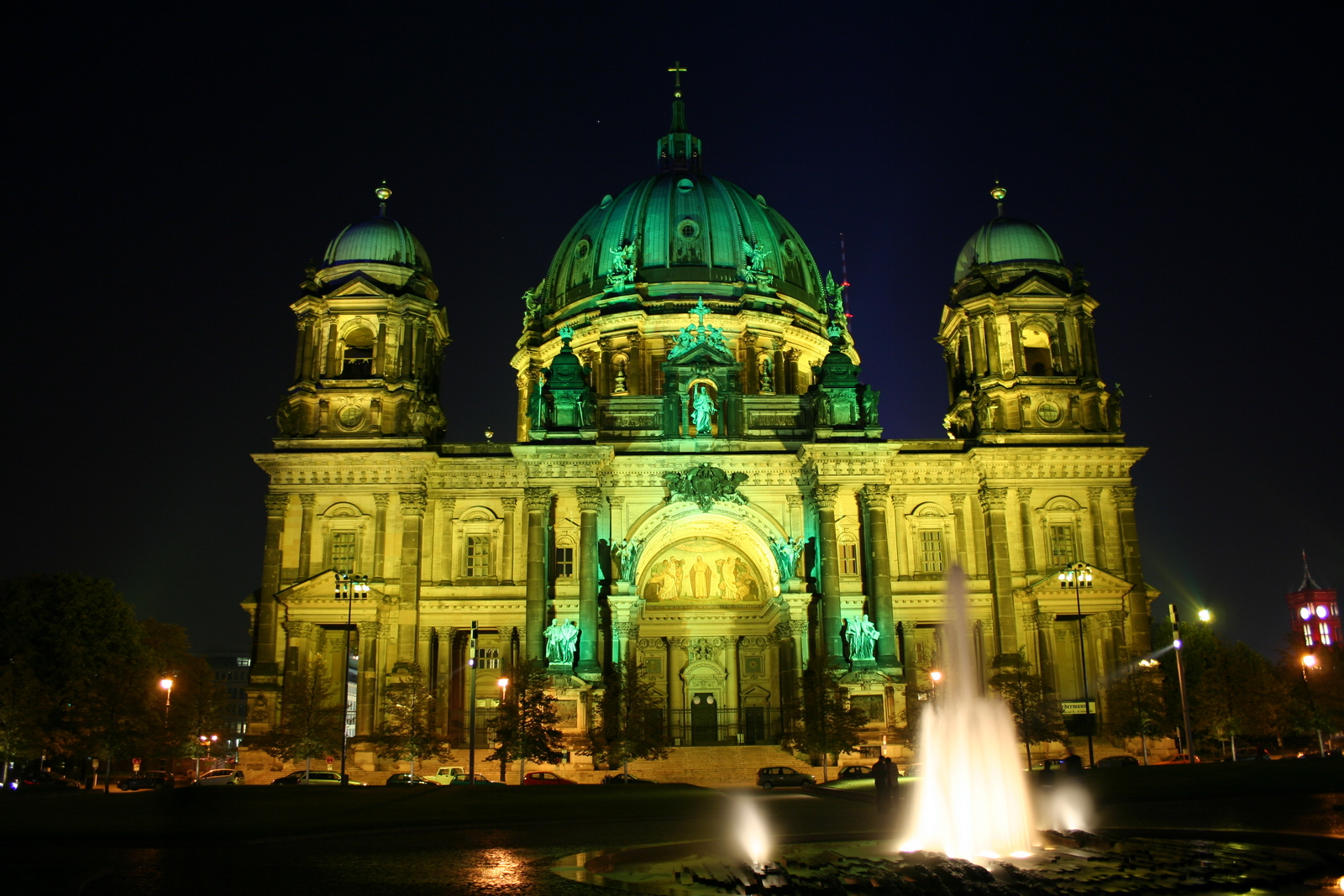
Ban đêm
Chiếu đèn trong Lễ hội ánh sáng năm 2012Chiếu đèn trong Lễ hội ánh sáng năm 2012
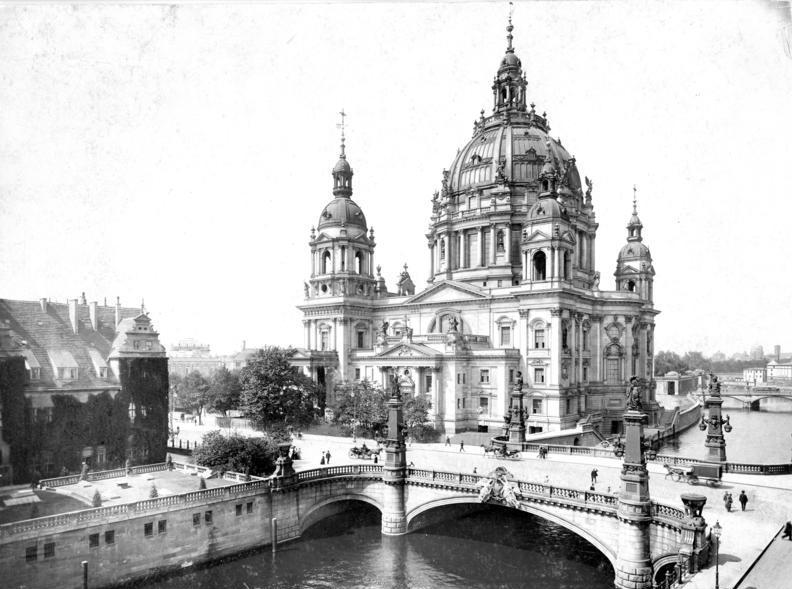
Năm 1900